# Chérencé-le-Héron
Chérencé-le-Héron – miejscowość i gmina we Francji, w regionie Normandia, w departamencie Manche.
Według danych na rok 1990 gminę zamieszkiwały 354 osoby, a gęstość zaludnienia wynosiła 37 osób/km² (wśród 1815 gmin Dolnej Normandii Chérencé-le-Héron plasuje się na 546. miejscu pod względem liczby ludności, natomiast pod względem powierzchni na miejscu 539.).